# Banc De Binary
Banc De Binary é uma empresa financeira com sede Cipriota especializada em opções binárias (também conhecidas como opções de retorno fixo ou opções digitais) em ativos, incluindo mercadorias, estoques, índices, e mercado de câmbio. A empresa opera um site de câmbio online através do qual os clientes podem comprar ou vender opções ("call" or "put") binárias, prever se um determinado ativo vai subir ou descer num período de tempo específico.
No financiamento, uma opção binária é um tipo de  opção onde o retorno é tanto um montante fixo de alguns ativos ou nada. Os dois tipos de opções binárias são a opção binária de dinheiro ou nada e de ativos ou nada. A opção binária de dinheiro ou nada paga um montante fixo de dinheiro se a opção expirar em dinheiro, enquanto a de ativos ou nada paga o valor d ativo subjacente. Assim, as opções são de natureza binárias porque há apenas dois resultados possíveis. Elas também são chamadas de opções de tudo-ou-nada, opções digitais (mais comuns nos mercados de forex/juros), e opções de retorno fixo (FROs) (no American Stock Exchange). Opções Binárias são geralmente Estilo-Europeu opções.
Ao comprar uma opção binária o retorno potencial que ela oferece é certo e sabido antes da compra ser feita. As opções binárias podem ser compradas virtualmente em qualquer produto financeiro e podem ser compradas em ambas as direções do comércio, quer através da compra de uma “Call”/“Up” opção ou uma “Put”/“Down” opção. Isto significa que um investidor pode ir longe ou não em qualquer produto financeiro simplesmente por comprar uma opção binária. As opções binárias são oferecidas contra um tempo de expiração fixo que pode ser por exemplo 30 segundo e até 30 minutos, uma hora antes ou até ao fim do dia de negociação.
Dentro da União Europeia, a empresa é regulamentada pela Cyprus Securities and Exchange Commission (CySEC). CySEC tomou a decisão de reconhecer as opções binárias como instrumentos de negociação em 2012 e promulgou a primeira regulamentação internacional de opções binárias exigindo licenças para cumprir as obrigações que atendam ao local e á lei internacional. Na sua génese, Banc De Binary e a SpotOption, provedor da plataforma foram os primeiros a ser regulamentados pela CySEC. Depois enão o Banc De Binary solicitou certificação de estado da FSA (Financial Services Authority- UK) e da FSB (Financial Services Board). Por causa da condição de membro do Chipre na União Europeia, Banc De Binary é também regulamento pelo ImFIB que traz algumas proteções sob o ICF (Investors Compensation Fund). Esta rede de regulamentação permite ao Banc De Binary operar nos países da União Europeia sob o Passaporte Europeu de Área Económica.
O Wall Street Journal descreveu isto como "um site inovador que permite às pessoas negociar no preço do ouro, petróleo e estoques".
Um artigo no Independent no Jornal Sunday descreveu isto como a "empresa líder de comércio da cidade".

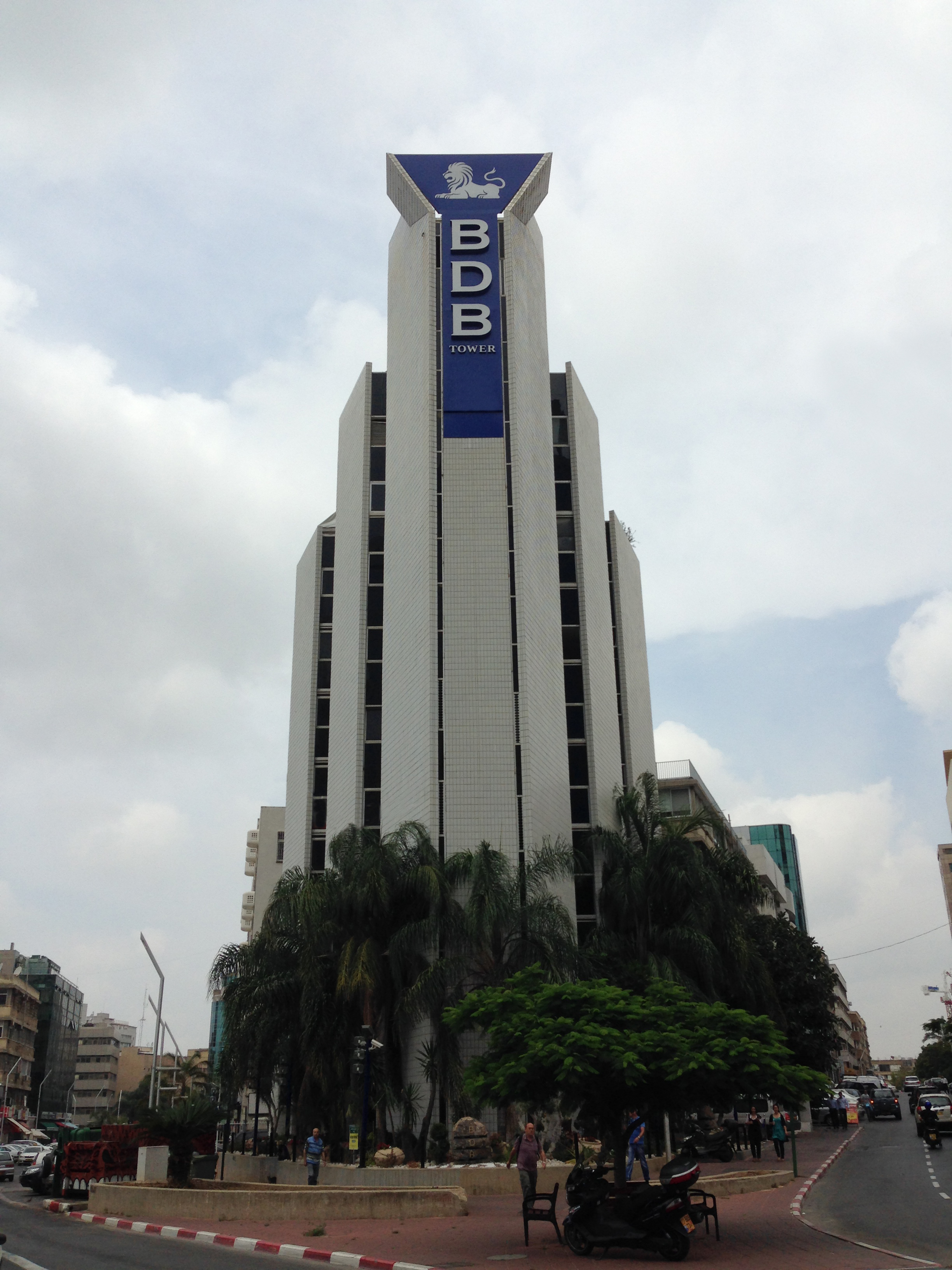
A Torre de BDB no distrito de negociações de Diamante

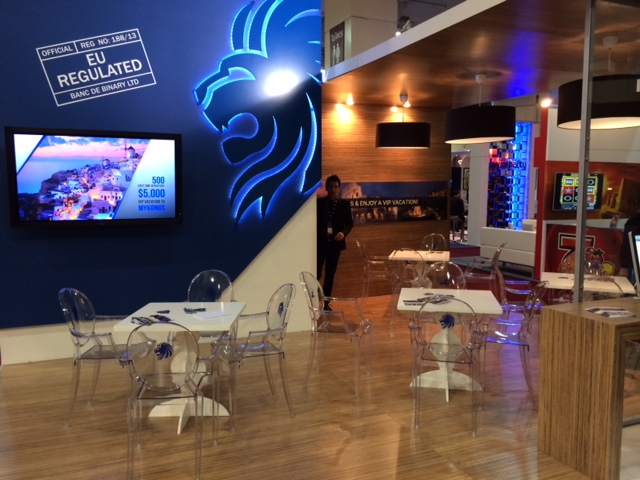
Banc De Binary na Conferência da Filia de Londres 2013